# Björnbergsbranten
Björnbergsbranten är ett naturreservat i Bodens kommun i Norrbottens län.
Området är naturskyddat sedan 2011 och är 1,9 kvadratkilometer stort. Reservatet omfattar östsluttningen av Björnberget. Reservatet består av gammal barrskog med inslag  av lövträd som björk och asp. 